# 2020 en athlétisme
| Années de l'athlétisme : 2017 - 2018 - 2019 - 2020 - 2021 - 2022 - 2023    |
| Décennies de l'athlétisme : 1990 - 2000 - 2010 - 2020 - 2030 - 2040 - 2050 |

Cet article récapitule les faits marquants de l'année 2020 en athlétisme, les grandes compétitions de l'année, les records mondiaux et continentaux battus en 2020 et les décès d'athlètes survenus cette même année.

## Compétitions majeures

### Monde
- Championnats du monde en salle, compétition reportée à 2021 puis 2023 en raison de la pandémie de COVID19[1],[2].
- Jeux olympiques, compétition reportée à 2021 en raison de la pandémie de COVID19[3].
- Championnats du monde juniors
- Championnats du monde par équipes de marche
- Championnats du monde de semi-marathon
- Championnats du monde de course en montagne, compétition annulée en raison de la pandémie de COVID19[4].
- Championnats ibéro-américains

### Afrique
- Championnats d'Afrique, compétition reportée à 2021 en raison de la pandémie de COVID19[5].
- Championnats d'Afrique de cross-country, annulés

### Amérique du Nord, centrale et Caraïbes
- Jeux d'Amérique centrale et des Caraïbes
- Championnats d'Amérique du Nord, d'Amérique centrale et des Caraïbes

### Amérique du Sud
- Jeux sud-américains

### Asie
- Championnats d'Asie
- Championnats d'Asie juniors

### Europe
- Championnats d'Europe, l'édition prévue en France à Paris du 25 au 30 août est annulée en raison du Covid 19 par l'AEA[6].
- Championnats d'Europe de cross-country, annulés
- Championnats d'Europe de course en montagne
- Coupe d'Europe des lancers
- Coupe d'Europe du 10 000 mètres
- Championnats d'Europe jeunesse

## Faits marquants

### Janvier
- 12 janvier :
  - le Kényan Rhonex Kipruto améliore de 14 secondes le record du monde du 10 km en 26 min 24 s lors du 10K Valencia Ibercaja[7]. En passant les 5 km en 13 min 18 s, il bat également le record du monde de cette distance[7].
  - sur la même distance, le Suisse Julien Wanders améliore son record d'Europe du 5 km en 27 min 13 s[8].

### Février
- 8 février :
  - le Suédois Armand Duplantis bat le record du monde du saut à la perche avec un saut à 6,17 m lors de la ORLEN Copernicus Cup à Toruń[9].
  - toujours à Toruń, le Brésilien Thiago André bat le record d'Amérique du Sud du 1 500 m en salle en 3 min 39 s 13[10].
  - Aux Millrose Games, trois records des États-Unis (et Records d'Amérique du Nord, d'Amérique centrale et des Caraïbes) sont battus : celui du mile féminin en 4 min 16 s 85 par Elle Purrier, celui du 800 m féminin en 1 min 58 s 29 par Ajeé Wilson et celui du 800 m masculin par Donavan Brazier en 1 min 44 s 22[11].
- 9 février :
  - lors du Perche Élite Tour à Rouen, l'Américain Sam Kendricks améliore le record d'Amérique du Nord, d'Amérique centrale et des Caraïbes du saut à la perche avec une marque à 6,01 m[12].
  - au Meeting de Metz, la Vénézuélienne Yulimar Rojas améliore son propre record d'Amérique du Sud du triple en salle avec une marque à 15,03 m[13].
- 14 février :
  - lors du ISTAF Indoor à Berlin, l'Allemande Shanice Craft réalise la meilleure marque de l'histoire en lancer du disque en salle avec un jet à 64,03 m[14].
- 15 février : le Suédois Armand Duplantis bat pour la deuxième fois en une semaine le record du monde du saut à la perche avec une marque à 6,18 m lors du Müller Indoor Grand Prix de Glasgow[15].
- 16 février : l'Ougandais Joshua Cheptegei bat le record du monde du 5 km n 12 min 51 s lors du Monaco Run[16]. Lors de la même course, le Français Jimmy Gressier bat le record d'Europe de la distance[17].
- 18 février : l'équipe Lettone de bobsleigh des Jeux olympiques de 2014, composée de Oskars Melbārdis, Arvis Vilkaste, Daumants Dreiškens et Jānis Strenga, reçoit la médaille d'or lors d'une cérémonie lors des Championnats du monde de bobsleigh à Sigulda après la disqualification de l'équipe Russe pour dopage[18].
- 20 février : l'Éthiopienne Ababel Yeshaneh améliore de 20 centièmes l'ancien record du monde du semi-marathon en 1 h 04 min 31 s lors du Ras Al Khaimah Half Marathon[19]. La Kényane Brigid Kosgei passe elle aussi sous la barre de l'ancien record du monde en 1 h 04 min 49 s[20].
- 21 février : la Vénézuélienne Yulimar Rojas bat le record du monde en salle du triple saut avec une marque à 15,43 m[21].
- 28 février : l'Allemande Konstanze Klosterhalfen améliore le record d'Europe du 5 000 m en 14 min 30 s 79 tandis que Karissa Schweizer améliore celui d'Amérique du nord sur le 3 000 m en 8 min 25 s 70[22].

### Mars
- 12 mars : World Athletics annonce que seulement 10 athlètes neutres autorisés provenant de la Fédération russe d'athlétisme (interdite de compétition internationale depuis le scandale du dopage d'État) seront autorisés à concourir aux Jeux olympiques d'été de 2020 ainsi que lors toutes autres compétitions européennes ou internationales[23].

### Août
- 23 août, Karsten Warholm réalise la deuxième meilleure performance de tous les temps en 400 mètres haies, avec 46 s 87, à Stockholm, et devient le quatrième athlète à descendre sous les 47 secondes.

### Novembre
- 29 novembre : Yalemzerf Yehualaw réalise le deuxième meilleur temps de tous les temps sur le semi-marathon lors du semi-marathon de Delhi en 1 h 04 min 46 s[24].

## Records

### Records du monde
| Épreuve                 | Athlète                                                        | Nation      | Performance                       | Compétition                            | Lieu           | Date             | Réf.   |  |
| ----------------------- | -------------------------------------------------------------- | ----------- | --------------------------------- | -------------------------------------- | -------------- | ---------------- | ------ |  |
| 5 000 m                 | Joshua Cheptegei                                               | Ouganda     | 12 min 35 s 36                    | Meeting Herculis                       | Monaco         | 14 août 2020     | [ 26 ] |  |
| 5 000 m                 | Letesenbet Gidey                                               | Éthiopie    | 14 min 06 s 62                    |                                        | Valence        | 7 octobre 2020   |        |  |
| 10 000 m                | Joshua Cheptegei                                               | Ouganda     | 26 min 11 s 00                    |                                        | Valence        | 7 octobre 2020   |        |  |
| Relais 4 × 1 500 mètres | Collenn Quigley Elise Cranny Karissa Schweizer Shelby Houlihan | États-Unis  | 16 min 37 s 02                    | Jesuit High School Track               | Portland       | 31 juillet 2020  | [ 27 ] |  |
| 5 km                    | Rhonex Kipruto                                                 | Kenya       | 13 min 18 s                       | 10K Valencia Ibercaja                  | Valence        | 12 janvier 2020  |        |  |
| 5 km                    | Joshua Cheptegei                                               | Ouganda     | 12 min 51 s                       | Monaco Run 5 km                        | Monaco         | 16 février 2020  | [ 28 ] |  |
| Heure                   | Mohamed Farah                                                  | Royaume-Uni | 21,330 km                         | Mémorial Van Damme                     | Bruxelles      | 4 septembre 2020 | [ 29 ] |  |
| Heure                   | Sifan Hassan                                                   | Pays-Bas    | 18,930 km                         | Mémorial Van Damme                     | Bruxelles      | 4 septembre 2020 | [ 30 ] |  |
| 10 km                   | Rhonex Kipruto                                                 | Kenya       | 26 min 24 s                       | 10K Valencia Ibercaja                  | Valence        | 12 janvier 2020  | [ 7 ]  |  |
| Semi-marathon           | Ababel Yeshaneh                                                | Éthiopie    | 1 h 04 min 31 s (course mixte)    | Ras Al Khaimah Half Marathon           | Ras el Khaïmah | 21 février 2020  | [ 19 ] |  |
| Semi-marathon           | Peres Jepchirchir                                              | Kenya       | 1 h 05 min 34 s (course féminine) | Semi-marathon de Prague                | Prague         | 5 septembre 2020 | [ 31 ] |  |
| Semi-marathon           | Peres Jepchirchir                                              | Kenya       | 1 h 05 min 16 s (course féminine) | Championnats du monde de semi-marathon | Gdynia         | 17 octobre 2020  |        |  |

| Épreuve          | Athlète          | Nation    | Performance | Compétition              | Lieu    | Date            | Réf.   |
| ---------------- | ---------------- | --------- | ----------- | ------------------------ | ------- | --------------- | ------ |
| Saut à la perche | Armand Duplantis | Suède     | 6,17 m      | ORLEN Copernicus Cup     | Toruń   | 8 février 2020  | [ 9 ]  |
| Saut à la perche | Armand Duplantis | Suède     | 6,18 m      | Müller Indoor Grand Prix | Glasgow | 15 février 2020 | [ 15 ] |
| Triple saut      | Yulimar Rojas    | Venezuela | 15,43 m     | Meeting Villa de Madrid  | Madrid  | 21 février 2020 | [ 21 ] |

#### Juniors
| Épreuve         | Athlète             | Nation     | Performance   | Compétition                           | Lieu            | Date            |        |
| --------------- | ------------------- | ---------- | ------------- | ------------------------------------- | --------------- | --------------- | ------ |
| 60 m haies      | Sasha Zhoya         | France     | 7 s 34        | Championnats de France en salle       | Miramas         | 22 février 2020 | [ 33 ] |
| 60 m haies      | Grace Stark         | États-Unis | 7 s 93        | SEC Indoor Championships              | College Station | 28 février 2020 |        |
| 60 m haies      | Grace Stark         | États-Unis | 7 s 91        | SEC Indoor Championships              | College Station | 29 février 2020 |        |
| 1 500 m         | Lemlem Hailu        | Éthiopie   | 4 min 01 s 79 | ORLEN Copernicus Cup                  | Toruń           | 8 février 2020  |        |
| 1 500 m         | Lemlem Hailu        | Éthiopie   | 4 min 01 s 57 | Meeting Hauts-de-France Pas-de-Calais | Liévin          | 19 février 2020 |        |
| Saut en hauteur | Yaroslava Mahuchikh | Ukraine    | 2,02 m        |                                       | Karlsruhe       | 31 janvier 2020 |        |

### Records continentaux

#### Afrique
| Épreuve       | Athlète          | Nation   | Performance     | Compétition                  | Lieu           | Date            | Réf.   |
| ------------- | ---------------- | -------- | --------------- | ---------------------------- | -------------- | --------------- | ------ |
| 1 000 m       | Faith Kipyegon   | Kenya    | 2 min 29 s 15   | Meeting Herculis             | Monaco         | 14 août 2020    | [ 34 ] |
| 5 000 m       | Letesenbet Gidey | Éthiopie | 14 min 06 s 62  | Meeting Herculis             | Monaco         | 14 août 2020    |        |
| 5 000 m       | Joshua Cheptegei | Ouganda  | 12 min 35 s 36  |                              | Valence        | 7 octobre 2020  | [ 26 ] |
| 10 000 m      | Joshua Cheptegei | Ouganda  | 26 min 11 s 00  |                              | Valence        | 7 octobre 2020  |        |
| 5 km          | Joshua Cheptegei | Ouganda  | 12 min 51 s     | Monaco Run 5 km              | Monaco         | 16 février 2020 | [ 28 ] |
| 5 km          | Rhonex Kipruto   | Kenya    | 13 min 18 s     | 10K Valencia Ibercaja        | Valence        | 12 janvier 2020 | [ 28 ] |
| 10 km         | Rhonex Kipruto   | Kenya    | 26 min 24 s     | 10K Valencia Ibercaja        | Valence        | 12 janvier 2020 | [ 7 ]  |
| Semi-marathon | Ababel Yeshaneh  | Éthiopie | 1 h 04 min 31 s | Ras Al Khaimah Half Marathon | Ras el Khaïmah | 20 février 2020 | [ 19 ] |

| Épreuve     | Athlète              | Nation       | Performance | Compétition      | Lieu  | Date           | Réf.   |
| ----------- | -------------------- | ------------ | ----------- | ---------------- | ----- | -------------- | ------ |
| Triple saut | Hugues Fabrice Zango | Burkina Faso | 17,77 m     | Meeting de Paris | Paris | 2 février 2020 | [ 35 ] |

#### Amérique du Nord, centrale et Caraïbes
| Épreuve                 | Athlète                                                        | Nation     | Performance    | Compétition      | Lieu     | Date            | Réf.   |
| ----------------------- | -------------------------------------------------------------- | ---------- | -------------- | ---------------- | -------- | --------------- | ------ |
| 5 000 m                 | Mohammed Ahmed                                                 | Canada     | 12 min 47 s 20 | Meeting Bowerman | Portland | 10 juillet 2020 | [ 36 ] |
| 5 000 m                 | Shelby Houlihan                                                | États-Unis | 14 min 23 s 92 | Meeting Bowerman | Portland | 10 juillet 2020 | [ 37 ] |
| Relais 4 × 1 500 mètres | Colleen Quigley Elise Cranny Karissa Schweizer Shelby Houlihan | États-Unis | 16 min 27 s 02 | Meeting Bowerman | Portland | 31 juillet 2020 | [ 27 ] |
| Relais 4 × 1 500 mètres | Evan Jager Grant Fisher Sean McGorty Lopez Lomong              | États-Unis | 14 min 34 s 97 | Meeting Bowerman | Portland | 31 juillet 2020 |        |

| Épreuve          | Athlète           | Nation     | Performance   | Compétition                                | Lieu     | Date            | Réf.   |
| ---------------- | ----------------- | ---------- | ------------- | ------------------------------------------ | -------- | --------------- | ------ |
| 800 m            | Donavan Brazier   | États-Unis | 1 min 44 s 22 | Millrose Games                             | New York | 8 février 2020  | [ 11 ] |
| 800 m            | Ajeé Wilson       | États-Unis | 1 min 58 s 29 | Millrose Games                             | New York | 8 février 2020  | [ 11 ] |
| Mile             | Elinor Purrier    | États-Unis | 4 min 16 s 85 | Millrose Games                             | New York | 8 février 2020  | [ 11 ] |
| Saut à la perche | Sam Kendricks     | États-Unis | 6,01 m        | Perche Élite Tour                          | Rouen    | 9 février 2020  | [ 12 ] |
| 3 000 m          | Karissa Schweizer | États-Unis | 8 min 25 s 70 | Boston University Last Chance Invitational | Boston   | 27 février 2020 | [ 22 ] |

#### Amérique du Sud
| Épreuve          | Athlète         | Nation    | Performance | Compétition                    | Lieu    | Date            | Réf.   |
| ---------------- | --------------- | --------- | ----------- | ------------------------------ | ------- | --------------- | ------ |
| Lancer du disque | Mauricio Ortega | Colombie  | 67,03 m     | Jornada de Lançamentos         | Lovelhe | 29 février 2020 | [ 39 ] |
| Lancer du disque | Mauricio Ortega | Colombie  | 70,29 m     |                                | Lovelhe | 22 juillet 2020 | [ 40 ] |
| Triple saut      | Yulimar Rojas   | Venezuela | 15,43 m (i) | Meeting d'athlétisme de Madrid | Madrid  | 21 février 2020 | [ 41 ] |

| Épreuve     | Athlète       | Nation    | Performance   | Compétition                   | Lieu  | Date           | Réf.   |
| ----------- | ------------- | --------- | ------------- | ----------------------------- | ----- | -------------- | ------ |
| 1 500 m     | Thiago André  | Brésil    | 3 min 39 s 13 | ORLEN Copernicus Cup          | Toruń | 8 février 2020 | [ 10 ] |
| Triple saut | Yulimar Rojas | Venezuela | 15,03 m       | Meeting Metz Moselle Athlelor | Metz  | 9 février 2020 | [ 13 ] |

#### Asie
| Épreuve         | Athlète          | Nation  | Performance                       | Compétition             | Lieu         | Date            | Réf.   |
| --------------- | ---------------- | ------- | --------------------------------- | ----------------------- | ------------ | --------------- | ------ |
| 3 000 m         | Birhanu Balew    | Bahreïn | 7 min 38 s 67                     | PSD Bank Meeting        | Düsseldorf   | 4 février 2020  |        |
| 3 000 m         | Birhanu Balew    | Bahreïn | 7 min 34 s 38                     | Meeting Hauts-de-France | Liévin       | 19 février 2020 |        |
| Lancer du poids | Mehrdelan Shahin | Iran    | 20,74 m                           |                         | Téhéran      | 9 janvier 2020  | [ 43 ] |
| 3 000 m         | Winfred Yavi     | Bahreïn | 8 min 39 s 64                     | Meeting de l'Eure       | Val-de-Reuil | 14 février 2020 |        |
| Marathon        | Mao Ichiyama     | Japon   | 2 h 20 min 29 s (course féminine) | Marathon de Nagoya      | Nagoya       | 8 mars 2020     | [ 44 ] |

#### Europe
| Épreuve          | Athlète              | Nation      | Performance       | Compétition              | Lieu      | Date             | Réf.   |
| ---------------- | -------------------- | ----------- | ----------------- | ------------------------ | --------- | ---------------- | ------ |
| 400 m haies      | Karsten Warholm      | Norvège     | 46 s 87           | Bauhaus-Galan            | Stockholm | 23 août 2020     | [ 45 ] |
| 1 500 m          | Jakob Ingebrigtsen   | Norvège     | 3 min 28 s 68     | Meeting Herculis         | Monaco    | 14 août 2020     | [ 46 ] |
| 2 000 m          | Jakob Ingebrigtsen   | Norvège     | 4 min 50 s 01     | Bislett Games            | Oslo      | 11 juin 2020     | [ 47 ] |
| 10 000 m         | Sifan Hassan         | Pays-Bas    | 29 min 36 s 67    |                          | Hengelo   | 10 octobre 2020  |        |
| 5 km             | Jimmy Gressier       | France      | 13 min 18 s       | Monaco Run 5 km          | Monaco    | 16 février 2020  | [ 28 ] |
| 10 km            | Julien Wanders       | Suisse      | 27 min 13 s       | 10K Valencia Ibercaja    | Valence   | 12 janvier 2020  | [ 8 ]  |
| 25 000 m         | Sondre Nordstad Moen | Norvège     | 1 h 12 min 46 s 5 | Bislett Games            | Oslo      | 11 juin 2020     | [ 48 ] |
| Heure            | Mohamed Farah        | Royaume-Uni | 21,330 k          | Mémorial Van Damme       | Bruxelles | 4 septembre 2020 | [ 29 ] |
| Heure            | Sifan Hassan         | Pays-Bas    | 18,930 km         | Mémorial Van Damme       | Bruxelles | 4 septembre 2020 | [ 30 ] |
| 100 km           | Dominika Stelmach    | Pologne     | 7 h 4 min 36 s    | Championnats de Pologne  | Pabianice | 30 août 2020     | [ 49 ] |
| Saut à la perche | Armand Duplantis     | Suède       | 6,17 m (i)        | ORLEN Copernicus Cup     | Toruń     | 8 février 2020   | [ 9 ]  |
| Saut à la perche | Armand Duplantis     | Suède       | 6,18 m (i)        | Müller Indoor Grand Prix | Glasgow   | 16 février 2020  | [ 9 ]  |

(i) : établi en salle
| Épreuve          | Athlète                 | Nation      | Performance    | Compétition                                | Lieu    | Date            | Réf.   |
| ---------------- | ----------------------- | ----------- | -------------- | ------------------------------------------ | ------- | --------------- | ------ |
| 5 000 m          | Marc Scott              | Royaume-Uni | 13 min 08 s 87 | Boston University Last Chance Invitational | Boston  | 28 février 2020 | [ 50 ] |
| 5 000 m          | Konstanze Klosterhalfen | Allemagne   | 14 min 30 s 79 | Boston University Last Chance Invitational | Boston  | 27 février 2020 | [ 22 ] |
| Saut à la perche | Armand Duplantis        | Suède       | 6,17 m         | ORLEN Copernicus Cup                       | Toruń   | 8 février 2020  | [ 9 ]  |
| Saut à la perche | Armand Duplantis        | Suède       | 6,18 m         | Müller Indoor Grand Prix                   | Glasgow | 16 février 2020 | [ 9 ]  |

#### Océanie
| Épreuve           | Athlète           | Nation           | Performance | Compétition                           | Lieu       | Date            | Réf.   |
| ----------------- | ----------------- | ---------------- | ----------- | ------------------------------------- | ---------- | --------------- | ------ |
| Saut en hauteur   | Eleanor Patterson | Australie        | 1,99 m      | Team Ledger Harcourts Capital Calssic | Wellington | 28 février 2020 | [ 51 ] |
| Lancer du marteau | Julia Ratcliffe   | Nouvelle-Zélande | 72,35 m     | Porritt Classic                       | Hamilton   | 15 février 2020 | [ 52 ] |

| Épreuve | Athlète      | Nation           | Performance    | Compétition                 | Lieu   | Date            | Réf. |
| ------- | ------------ | ---------------- | -------------- | --------------------------- | ------ | --------------- | ---- |
| 5 000 m | Matt Baxter  | Nouvelle-Zélande | 13 min 27 s 61 | John Thomas Terrier Classic | Boston | 24 janvier 2020 |      |
| 1 500 m | Jessica Hull | Australie        | 4 min 04 s 14  | John Thomas Terrier Classic | Boston | 25 janvier 2020 |      |

## Décès

### Janvier
- 15 janvier : Michael Wheeler, coureur de demi-fond britannique, à 84 ans (° 14 février 1935)[54].

### Février
- 4 février :
  - Volodymyr Inozemtsev, triple sauteur soviétique puis ukrainien, à 55 ans (° 25 mai 1964)[55].
  - Abadi Hadis, coureur de fond éthiopien, à 22 ans (° 6 novembre 1997)[56].
- 12 février : Simone Créantor, lanceuse de poids française, à 71 ans (° 2 juin 1948)[57].
- 17 février : Jean Clausse, coureur de demi-fond français, à 83 ans (° 4 septembre 1936)[58].
- 27 février : Braian Toledo, lanceur de javelot argentin, à 26 ans (° 8 septembre 1993)[59].
- 28 février : Teresa Machado, lanceuse de poids et de disque portugaise, à 50 ans (° 22 juillet 1969)[60].

### Mars
- 4 mars : Robert Shavlakadze, sauteur en hauteur soviétique, à 86 ans (° 1er avril 1933)[61].
- 11 mars : Tetyana Prorochenko, sprinteuse soviétique puis ukrainienne, à 67 ans (° 15 mars 1952)[62].
- 13 mars :  Dana Zátopková, lanceuse de javelot tchécoslovaque, à 97 ans (° 19 septembre 1922)[63].

### Avril
- 7 avril : Donato Sabia, coureur de demi-fond, à 56 ans (° 11 septembre 1963)[64]
- 22 avril : Hartwig Gauder, marcheur allemand, à 65 ans (° 10 novembre 1954)[65].
- 28 avril : Jānis Lūsis, lanceur de javelot finlandais, à 80 ans (° 19 mai 1939)[66].

### Mai
- 21 mai : Roberto Moya, lanceur de disque cubain, à 55 ans (° 11 février 1965)[67].
- 27 mai : Bruno Galliker, hurdleur suisse, à 88 ans (° 29 décembre 1931)[68].
- 30 mai : Bobby Joe Morrow, sprinteur américaine, à 84 ans (° 15 octobre 1935)[69].

### Juin
- 9 juin : Ödön Földessy, sauteur en longueur hongrois, à 90 ans (° 1er juillet 1929)[70].
- 17 juin : Marlene Ahrens, lanceuse de javelot chilienne, à 86 ans (° 27 juillet 1933)[71].
- 22 juin : Witold Baran, demi-fondeur polonais, à 80 ans (° 29 juillet 1939)[72].

### Juillet
- 5 juillet : Willi Holdorf, décathlonien allemand, à 80 ans (° 17 février 1940)[73].
- 24 juillet : Ben Jipcho, steepleur kényan, à 77 ans (° 1er mars 1943)[74].
- 28 juillet : Aleksandr Aksinin, sprinteur soviétique, à 65 ans (° 4 novembre 1954).

### Août
- 1er août : Vitold Kreyer, triple sauteur soviétique, à 87 ans (° 12 octobre 1932)[75].
- 5 août :  Ivanka Vancheva, lanceuse de javelot bulgare, à 66 ans (° 31 octobre 1953)[76].
- 12 août : Gergely Kulcsár, lanceur de javelot hongrois, à 86 ans (° 10 mars 1934)[77].
- 16 août : Charles Porter, sauteur en hauteur australien, à 84 ans (° 11 janvier 1936)[78].
- 17 août : Folke Alnevik, sprinteur suédois, à 100 ans (° 31 décembre 1919)[79].

### Novembre
- 6 novembre : June Foulds, athlète de sprint britannique à 86 ans (° 13 juin 1934)[80]
- 9 novembre : Virginia Bonci, athlète de saut en hauteur roumaine à 71 ans (° 5 janvier 1949)[81]
- 11 novembre : Heinfried Birlenbach, athlète de lancer de poids allemand à 79 ans (° 7 décembre 1940)[82]
- 11 novembre : Jorge Llopart, athlète espagnol, spécialiste de la marche à 68 ans (° 5 mai 1949)[83]
- 13 novembre : Attila Horváth, athlète de lancer de disque hongrois à 53 ans (° 28 juillet 1967)[84]
- 17 novembre : Buddy Davis, athlète de saut en hauteur et basketteur américain à 89 ans (° 5 janvier 1931)[85]
- 20 novembre : Ernesto Canto, athlète mexicain, spécialiste de la marche à 61 ans (° 18 octobre 1959)[86]
- 20 novembre : Jacques Déprez, athlète et entraîneur français, spécialiste du 110 mètres haies, à 62 ans (° 3 mars 1938)[87].

### Décembre
- 1er décembre : décès à 88 ans de Mariya Itkina, athlète de sprint soviétique puis russe[88]
- 1er décembre : décès à 72 ans de Arnie Robinson, athlète de saut en longueur américain[89]
- 2 décembre : décès à 86 ans de Rafer Johnson, athlète d'épreuves combinées américain[90]
- 15 décembre : décès à 81 ans de Paul Nihill, athlète de marches britannique[91]
- 19 décembre : décès à 89 ans de Maria Piątkowska, athlète de sprint et de haies polonaise[92]
- 28 décembre : décès à 97 ans de Jeanine Toulouse, athlète de sprint française[93]